# Roditelji u akciji (udruga)
Roditelji u akciji (skraćeno Roda) je udruga građanki i građana osnovana 5. rujna 2001. godine sa sjedištem Zagrebu. S misijom mijenjanja društva u odgovorno prema djeci, roditeljima, budućim roditeljima i obiteljima - informiranjem, educiranjem, aktivnim zagovaranjem i sudjelovanjem u procesima promjene, kao i poticanjem roditelja i ostalih društvenih skupina na preispitivanje postojećeg stanja i sudjelovanja.
Udruga je članica međunarodnih organizacija: IBFAN - International Baby Food Action Network, Fertility Europe, ENCA - The European Network of Childbirth Associations i COPE - Children Of Prisoners Europe, a u Hrvatskoj je članica Inicijative koja se zalaže za sustavno i kvalitetno uvođenje odgoja i obrazovanja za ljudska prava i demokratsko građanstvo u odgojno-obrazovni sustav - GOOD Inicijativa. Predsjednica udruge je Marija Renić.

## Područja rada
Udruga se zauzima za dostojanstvenu trudnoću, roditeljstvo i djetinjstvo u Hrvatskoj. Prepoznata je u javnosti u područjima ostvarivanja prava na adekvatnu rodiljnu naknadu i prava na rodiljni i roditeljski dopust, medicinski potpomognutu oplodnju, trudnoće i poboljšanja uvjeta rađanja, promociji, edukaciji i savjetovanju o dojenju, edukaciji i podršci roditeljima i budućim roditeljima, sigurnosti djece u prometu te zagovaranju prava djeteta i roditelja za vrijeme bolničkog liječenja djeteta.
Udruga je osnovač društvenog poduzeća Rodin let d.o.o.u prosincu 2012.godine, kao nastavak socijalno- poduzetničkog projekta šivanja i prodaje platnenih pelena i majica s originalnim natpisima. Poduzeće djeluje putem web-trgovine.

## Članstva u međunarodnim i domaćim organizacijama
Roda je članica sljedećih međunarodnih organizacija:
- IBFAN - International Baby Food Action Network
- Fertility Europe
- ENCA - The European Network of Childbirth Associations
- COPE - Children Of Prisoners Europe